# X (album van Klaus Schulze)
X is een muziekalbum uit 1978 van de Duitse artiest Klaus Schulze, een specialist op het gebied van elektronische muziek. Het is zijn tiende album, vandaar het Romeins cijfer "X" als titel. Het album is opgenomen in Frankfurt am Main. Op het album staan een zestal muzikale biografieën van historische figuren, namelijk Friedrich Nietzsche, Georg Trakl, Frank Herbert, Friedemann Bach, Ludwig II van Beieren en Heinrich von Kleist.

## Tracks

### Oorspronkelijke uitgave
elpee 1
1. "Friedrich Nietzsche" – 24:15
2. "Georg Trakl" – 5:25
3. "Frank Herbert" – 10:47
4. "Friedemann Bach" – 18:02

elpee 2
1. "Ludwig II. von Bayern" – 28:40
2. "Heinrich von Kleist" – 29:32

### CD-uitgave 2005
cd 1
1. "Friedrich Nietzsche" – 24:50
2. "Georg Trakl" – 26:04
3. "Frank Herbert" – 10:51
4. "Friedemann Bach" – 18:00

cd 2
1. "Ludwig II. von Bayern" – 28:39
2. "Heinrich von Kleist" – 29:32
3. "Object d'Louis" – 21:32 (bonustrack)

"Objet d'Louis" is een bonustrack op de geremasterde uitgave van 2004. Het is een live-uitvoering uit september 1978 na ampele repetities met een orkest bestaande uit Belgische jonge musici. Het is zoals Schulze schrijft een samentrekking van Objet de l'art en Ludwig II.

## Merkwaardigheden
- Op de elpee uit 1978 was de track Georg Trakl ingekort tot 5:20 vanwege de maximale speelduur van één kant van de elpee.
- Friedemann Bach is vermeld als Friedeman Bölch op de B side van Record 1 in de oorspronkelijke dubbel-elpee versie uit 1978 (Ariola). Georg Trakl is vermeld als George Trakl.
- Het album X van Klaus Schulze was het meest geprezen album in de poll De Witste Ruis in het Belgische radioprogramma Muziek Uit De Kosmos van Paul Verkempinck (BRT 2, 1978).

## Musici
- Klaus Schulze: elektronica
- Harald Grosskopf: slagwerk
- Wolfgang Tiepold: cello
- De strijkerssectie van Orchester des Hessischen Rundfunk (Ludwig II)
- Belgisch jeugdorkest (Objet d'Louis)